# 對二側帳塔截角立方體
在几何学中，對二側帳塔截角立方體 是约翰逊多面体之一（J67），為三十面體的一種。 就像其名称所暗示的, 它可以通过把两个正四角台塔（J4）的各自的那个八边形面和截角立方体的两个相对的八边形面接合起来来创造。

## 体积，表面积
棱长为a的對二側帳塔截角立方體的表面积（A）和体积（V）
{\displaystyle A=(18+8{\sqrt {2}}+4{\sqrt {3}})a^{2}}
{\displaystyle V=(9+6{\sqrt {2}})a^{3}}